# Podemos
Podemos (v českém překladu „Můžeme“) je španělská krajně levicová politická strana. V lednu 2014 ji založil politolog a aktivista Pablo Iglesias Turrión. Strana má přes 300 000 členů, a tím je druhou nejpočetnější španělskou stranou.

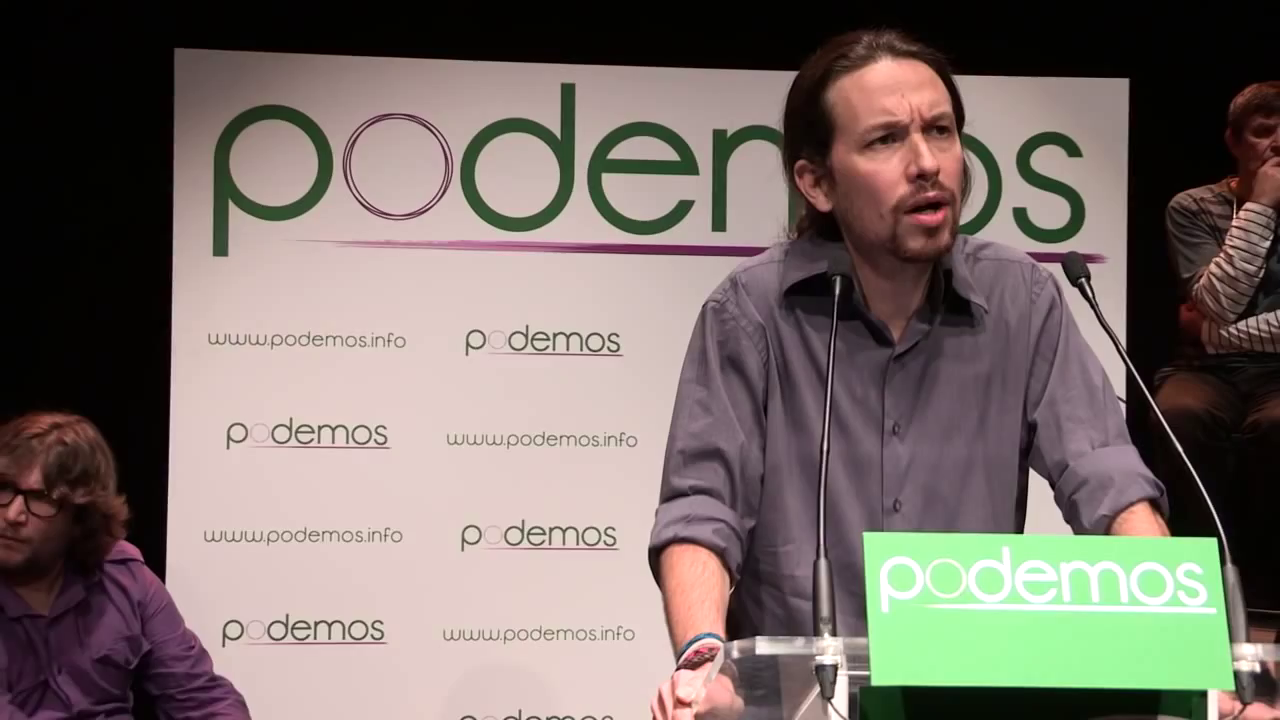
Pablo Manuel Iglesias Turrión (* 1978)

Ve volbách do Evropského parlamentu 2014 strana získala 8 % hlasů, a tím byla čtvrtou nejsilnější stranou ve Španělsku. O rok později skončila v parlamentních volbách s 20,7 % hlasů na třetím místě za lidovci a socialisty.

## Historie

### Založení (2014)
Strana vznikla z hnutí Indignados, které se aktivně účastnilo protikorupčních protestů roku 2011. Za zakládací listinu lze považovat manifest Mover ficha: convertir la indignación en cambio político, který mezi 12. a 13. lednem 2014 podepsalo na třicet osobností španělské inteligence, včetně profesora Juana Carlose Monedera, herce Alberta San Juana či bývalého předáka odborů Cándida Gonzáleze Carnera. Dne 14. ledna došlo k ustavení kandidátní listiny pro volby do Evropského parlamentu 2014. Do čela byl zvolen politolog a univerzitní lektor Pablo Iglesias Turrión. Trockistická španělská strana Izquierda Anticapitalista velmi pomohla hnutí Podemos v jejich začátcích. Hlavními body hnutí bylo zrušení článku 135 ústavy, kterým vláda v roce 2011 uzákonila omezení deficitu. Dále plnou akceptaci článku 128 ústavy, který ustavuje, že veškeré bohatství země, bez ohledu na to, kdo je vlastní, podléha zájmu lidu. A také zajištění práva na interrupci. Současně požadovali vystoupení Španělska z NATO a akceptaci práva národů na sebeurčení. Vznik strany byl vyhlášen dne 16. ledna 2014, když sehnali 50 000 registračních podpisů, a to za pouhý jeden den.

### Volby do Evropského parlamentu (2014)
V březnu 2014 strana Podemos registrovala svou kandidátní listinu pro volby do Evropského parlamentu, na které řada kandidátů byla nezaměstnaných. Překvapivě jim hned první průzkumy slibovaly zisk pěti mandátů. K tomu také nakonec došlo, když strana získala 8 % hlasů (1 253 837 hlasů), a tím pět mandátů. Do Evropského parlamentu tak byl zvolen i Pablo Iglesias. V Evropském parlamentu poté strana vstoupila do politické skupiny Evropská sjednocená levice a Severská zelená levice. Pablo Iglesias po zvolení prohlásil, že si žádný europoslanec z Podemos nebude nechávat obvyklý plat 8 000 Euro, ale pouze 1 930 Euro, což je trojnásobek minimální mzdy ve Španělsku. Zbytek má jít na výdaje strany nebo na jiné schválené výdaje.

### První sjezd (2014)

Územní podpora strany Podemos ve volbách do Evropského parlamentu 2014

V červnu 2014 byl oznámen první sjezd strany – Asamblea Ciudadana "Sí se puede", na něm 55 000 členů přijalo politiku Pabla Iglesiase Turrióna a jeho kandidátů na vedení strany (86,8 % hlasů). Sjezd poté pokračoval v říjnu 2014, kdy už strana měla 150 000 členů, a kdy přijali základní programové a ideové směřování.

### Volby

#### Regionální a komunální volby (2015)

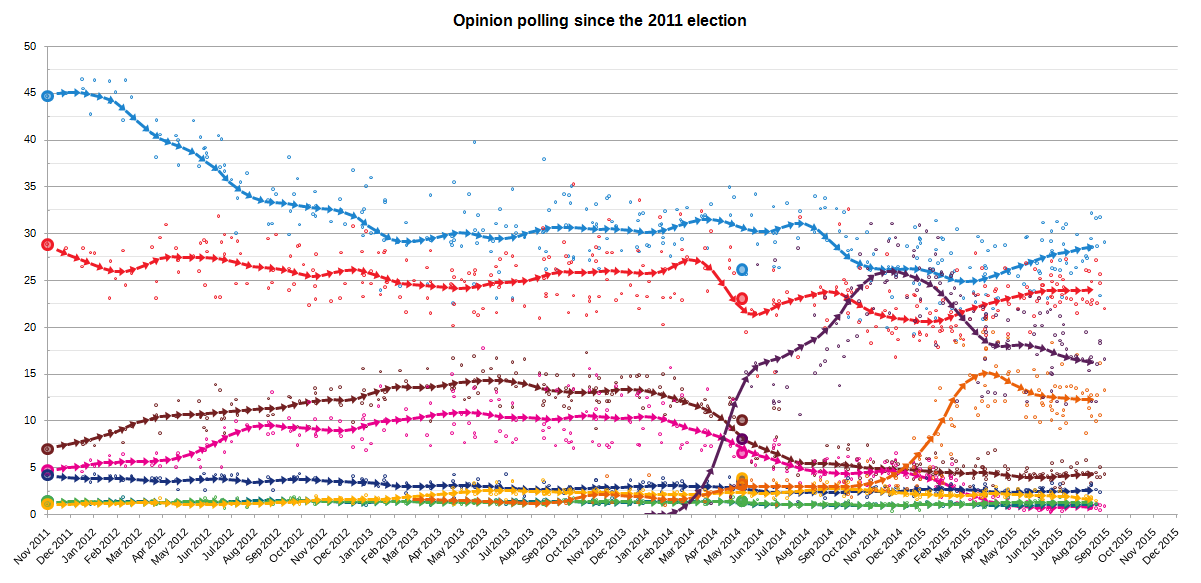
Vývojový trend průzkumové podpory španělských stran pro parlamentní volby 2015, (Podemos je znázorněna fialově)

V říjnu 2014 se také strana rozhodla, že nebude kandidovat v komunálních volbách roku 2015, ale že jejich příznivci mají podpořit lokální hnutí, jakým je například progresivní platforma Guanyem Barcelona, kterou vede aktivistka Ada Colau. Strana se naopak pilně připravuje na parlamentní volby, které jsou stanoveny na prosinec 2015. Již v listopadu 2014 se v průzkumech vyhoupla na první místo s okolo 27 % hlasů. Tuto pozici si držela až do ledna 2015. Na konci února podpoře strany uškodilo obvinění Juana Carlose Monedera, člena vedení strany, z daňového podvodu. Vedení strany toto obvinění odmítlo. Nicméně obvinění stranu poškodilo zejména kvůli jejímu silnému protiškrtovému a protikorupčnímu étosu. Dalším důvodem oslabení může být radikální vzmach nově celostátně působící strany Ciudadanos.
V květnu 2015 proběhly volby do 13 ze 17 regionálních parlamentů a shromáždění a do více než 8 tisíc zastupitelstev obcí. Například v Madridu získalo hnutí Ahora Madrid, podporované stranou Podemos, 20 z 57 mandátů a tím se zde umístilo na druhém místě. V Barceloně byla starostkou zvolena aktivistka Ada Colau, kterou Podemos taktéž podporovali. V regionálních volbách se Podemos umístili na třetím místě se 134 získanými mandáty.
Například v regionu hlavního města Madrid skončili třetí, obdrželi 587 949 hlasů (18,59 %) a 27 mandátů. V regionu Valencie skončili pátí se ziskem 279 596 hlasů (11,23 %) a 13 mandátů. V Andalusii již v březnu obsadili třetí příčku, když získali 590 011 hlasů (14,8 %) a 15 mandátů.

#### Parlamentní volby (2015–2019)

Logo volební koalice Unidos Podemos

V parlamentních volbách z prosince 2015 se hnutí Podemos umístilo na třetí příčce za lidovci a socialisty. Ve volbách do Kongresu získalo 5 189 463 hlasů (20,66 %) a 69 mandátů, v Senátu obsadilo šestnáct křesel, celkově tak již v Senátu drželo 23 mandátů. Roztříštění kongresu vedlo k neschopnosti sestavit funkční vládu proto byly vypsány předčasné volby na červen 2016.
V parlamentních volbách z června 2016 hnutí Podemos kandidovalo ve volební koalici se stranami Izquierda Unida a Equo. Společně tvořily koalici s názvem Unidos Podemos. Koalice obdržela 5 049 734 hlasů (21,3 %) a 71 mandátů. Došlo tedy ke ztrátě více než 100 000 voličů. Přesto strana obsadila třetí místo, stejně jako v předchozích volbách.
V parlamentních volbách z dubna 2019 hnutí Podemos kandidovalo opět ve volební koalici Unidas Podemos. Koalice obdržela 3 732 929 hlasů (14,3 %) a 42 mandátů. Pokračovala tedy ztráta podpory, kdy strana přišla o více než 1,3 milionu voličů. Strana se tak propadla na čtvrté místo.

#### Vládní angažmá (2019–2023)
V parlamentních volbách z listopadu 2019 hnutí Podemos kandidovalo opět ve volební koalici Unidas Podemos. Koalice obdržela 3 119 364 hlasů (12,86 %) a 35 mandátů. Pokračovala tedy ztráta podpory, kdy strana přišla o více než 600 tisíc voličů. Nicméně po volbách uzavřela koaliční smlouvu s vítěznými socialisty. Koalice získala důvěru a Podemos byli poprvé ve vládě. Pablo Iglesias byl vicepremiérem vlády a ministrem sociální práce a Irene Montero ministryní pro rovnost.
V březnu 2021 Pablo Iglesias oznámil, že se vzdá vládní funkce vicepremiéra a mandátu v Generálních kortesách, aby mohl vést stranu v regionálních volbách v Madridském společenství. V dubnu bylo medializováno, že Iglesias dostal výhrůžky smrtí včetně dopisu s nábojnicemi. Ve volbách Podemos skončili pátí se 7 procenty hlasů. Po neúspěchu ve volbách se rozhodl odejít z politiky, což zdůvodnil i tím, že on i jeho rodina byli denně obtěžováni. Poté, co Iglesias rezignoval, převzala jeho vládní funkce Ione Belarra.
V roce 2023 se začalo diskutovat o kandidatuře v parlamentních volbách, které byly plánovány na prosinec 2023. Na levici se utvořila nová koalice nazvaná Sumar, kterou vedla ministryně práce a sociální ekonomie Yolanda Díaz. Podemos nejprve odmítali do koalice vstoupit. Kvůli špatným výsledkům v průzkumech pro vládní Španělskou socialistickou dělnickou stranu (PSOE) se premiér Pedro Sánchez rozhodl vyvolat předčasné volby na červen 2023. Na poslední chvíli se podařilo vyjednat, aby Podemos do Sumaru vstoupili. Jádrem sporu bylo, že Díaz odmítla na kandidátní listinu umístit ministryni pro rovnost Irene Montero, která je družkou Iglesiase. Ve volbách Sumar skončil na čtvrtém místě a obdržel 31 mandátů, podíl Podemos byl 5 mandátů. Sumar následně složil vládu s PSOE. V prosinci 2023 Podemos z koalice Sumar odešli.

## Cíle
Na základě programu z roku 2014 si strana vytyčila tyto cíle:
- Vyléčení ekonomiky – veřejná kontrola hospodaření, snížení rizika chudoby, sociální důstojnost díky základnímu příjmu, omezení lobbování, podpora malých podniků, zamezení daňovým podvodům a vyšší kontrola vybírání daní u korporací.
- Podpora svobody, rovnosti a bratrství – prolomení hranic v Evropě, vzájemná spolupráce a pohyb, to vše bez shromažďování dat a sociálních zábran.
- Redefinování suverenity – omezení nebo vypovězení Lisabonské smlouvy, revize mezinárodních smluv, omezení smluv o volném obchodu a zavedení referend pro ústavní změny.
- Obnova země – omezení spotřeby fosilních paliv, podpora veřejné dopravě a obnovitelným zdrojům energie, podpora místním výrobcům a pěstitelům, podpora místní produkce.